# ザルツブルク・モーツァルテウム大学
ザルツブルク・モーツァルテウム大学（ザルツブルク・モーツァルテウムだいがく、ドイツ語: Universität Mozarteum Salzburg）は、オーストリアのザルツブルクにある国立大学。1841年に創設された音楽と舞台芸術のための総合芸術大学である。世界的にも有名な音楽教育機関であり、多くの著名音楽家を輩出している。
1998年以前はホーホシューレ（Hochschule, 専門大学）と呼ばれていたが、オーストリアの教育改革の一環で名称がウニヴェルジテート（Universität, 総合大学）と変わった。しかし教育機関としての内容が劇的に変わったわけではなく、モーツァルテウムの規模と教育内容は、隣国ドイツでいうところのホーホシューレに相当する。

## 設立の歴史
1816年、ザルツブルクはオーストリア帝国に併合された。時の皇帝フランツ1世はザルツブルク宮廷管弦楽団の再編を望んだが、経済的な問題から実現しなかった。その後もザルツブルク大聖堂を中心とする宗教儀式にオーケストラはアマチュアとして演奏していたが、正式な音楽教育の機関がなかったため、楽器の修得は個人的な師弟関係に頼るほかはなく、後継者不足に悩んでいた。
このような状況の中、1841年にヴォルフガング・アマデウス・モーツァルトの没後50年を記念して、大聖堂音楽協会とモーツァルテウム (Salzburger Dommusikvereines und Mozarteum) がザルツブルクに設立された。設立にはフリードリッヒ・フュルスト (Friedrich Fürst) 枢機卿の援助のもと、モーツァルトの未亡人であるコンスタンツェ・ニッセン（再婚後の姓）も加わった。コンスタンツェは息子のフランツ・クサーヴァーをモーツァルテウムの学長に推薦したものの、委員会はこれを拒否した。理由は息子が国際的な活躍をしていないこと、また健康上の問題もあった。なお、コンスタンツェは1842年3月6日、フランツ・クサーヴァーは1844年7月29日に死去している。ちなみにモーツァルトのもう一人の遺児カール・トーマスは父モーツァルトの遺産の多くをモーツァルテウムに寄付するなど、モーツァルテウムの発展に貢献をしている。
1842年9月4日に開催されたモーツァルト音楽祭 (Mozart Fest) がモーツァルテウムの最初の事業である。レジデンツのカラビニエーリ・ホールで開かれたこのコンサートは、モーツァルトのレクイエムK.626, ミサ曲ハ短調K.417dが演奏されたほか、クサーヴァー・モーツァルトが父モーツァルトのピアノ協奏曲第20番ニ短調K.466の独奏を演奏している。
その後、モーツァルテウムは1914年に音楽院となり、現在の大学に至る専門教育機関として発展している。また1880年、ザルツブルク市民により国際モーツァルテウム財団が設立された。こちらはモーツァルトの国際的研究機関としての活動を続けている。モーツァルテウム管弦楽団は1841年、前述の「大聖堂音楽協会とモーツァルテウム」として設立され、主にザルツブルク大聖堂での宗教儀式のために演奏していたが、1939年に大学に一旦吸収された。しかし1958年、ザルツブルク州とザルツブルク市により再興され、プロオーケストラとして独立した活動をしている。

## モーツァルテウムの名前の由来
モーツァルテウムの名前はもちろんのことヴォルフガング・アマデウス・モーツァルトに因んでいる。芸術の神ミューズ (Muse) から、ラテン語風の語尾変化で、博物館・美術館という意味の言葉、英語のミュージアム (museum)、ドイツ語のムゼーウム (Museum) が生まれたように、モーツァルト (Mozart) からモーツァルテウム (Mozarteum) という言葉が作られた。およそ「モーツァルトを記念した建物」「モーツァルトの集う所」という意味である。

## 専門教育機関としての歴史
モーツァルテウムは、1914年に音楽院 (Konservatorium Mozarteum)、1931年に帝国音楽大学 (Reichshochschule Mozarteum)、1945年に音楽単科大学 (Musikhochschule Mozarteum)、1953年に音楽と舞台芸術のためのアカデミー (Akademie für Musik und darstellende Kunst "Mozarteum" in Salzburg)、1970年に音楽と舞台芸術のための単科大学 (Hochschule für Musik und darstellende Kunst "Mozarteum" in Salzburg) 、1998年にザルツブルク・モーツァルテウム大学と正式名称を変更している。
ベルンハルト・パウムガルトナーは1917年から1938年、そして1945年から1959年までモーツァルテウムの学長をつとめた。日本で「楽壇の帝王」とも称される指揮者ヘルベルト・フォン・カラヤンもモーツァルテウムに11年間通った卒業生である。

## 歴代学長
- 1841-1861 : アロイズ・タオクス
- 1861-1868 : ハンス・シュレーガー
- 1868-1880 : オットー・バッハ
- 1880-1907 : ヨーゼフ・フリードリヒ・フンメル
- 1907-1911 : ヨゼフ・ライター
- 1911-1914 : パウル・グレーナー
- 1914-1917 : フランツ・レドヴィンカ
- 1917-1939 : ベルンハルト・パウムガルトナー
- 1939-1945 : クレメンス・クラウス
- 1946-1959 : ベルンハルト・パウムガルトナー
- 1959-1964 : エバーハルト・プロイスナー
- 1964 : ハインツ・ショルツ
- 1965-1971 : ロベルト・ワーグナー
- 1971-1979 : パウル・フォン・シルハフスキー
- 1979-1983 : フランツ・リッヒャー・ヘルフ
- 1983-1991 : ギュンター・バウアー
- 1991-1995 : ヴォルフガング・ロッシャー
- 1995-2000 : クラウス・アーガー
- 2000-2005 : ローランド・ハース
- 2006 : ゴットフリード・ホルツァー=グラーフ
- 2006-2014 : ラインハルト・フォン・グートツァイト
- 2014-2016 : ジークフリート・マウザー
- 2016 : ブリギッテ・ヒュッター
- 2018- : エリザベート・グートヤール

## モーツァルテウム大学名誉会員
- ヴィルヘルム・バックハウス
- ルチアーノ・ベリオ
- ツェザール・ブレスゲン
- ヨハン・ネポムク・ダーフィト
- パウル・ヒンデミット
- ヘルベルト・フォン・カラヤン
- エルンスト・クルシェネク
- ハンス・ライグラフ
- ロルフ・リーバーマン
- カール・オルフ
- ベルンハルト・パウムガルトナー
- ルッジェーロ・リッチ
- シャーンドル・ヴェーグ
- バーバラ・ボニー
- ペーター・ラング
- ニコラウス・アーノンクール

## 主な卒業生
- 吉沢実
- 八嶋博人
- 佐々木修
- 佐々木典子
- 伊藤恵
- 今川裕代
- 岡田将
- 水谷川優子
- 碓井俊樹
- 遠藤真理
- 田村響
- アリス＝紗良・オット
- モナ＝飛鳥・オット
- ハヌシュ・ヴィハーン
- シャーンドル・ヴェーグ
- ヘルムート・エーダー
- マリオス・ヨアンノー・エリア
- イゴール・オジム
- カール・オルフ
- ラルフ・カークパトリック
- ヘルベルト・フォン・カラヤン
- ハンス・ガンシュ
- ケネス・ギルバート
- マリー・グートハイル＝ショーダー
- パウル・グレーナー
- イザベル・ファン・クーレン
- ローター・コッホ
- エゴン・コルナウト
- ボグスワフ・シェッフェル
- アンドラーシュ・シフ
- ヴィリ・シュヴァイガー
- タベア・ツィンマーマン
- トマス・ツェートマイヤー
- ダヴィット・ティム
- ベルンハルト・パウムガルトナー
- レオポルト・ハーガー
- ギュンター・パッシン
- レオポルト・ハーガー
- ハーゲン弦楽四重奏団
- フレデリック・フェネル
- アロイス・ブランドフォーファー
- ツェザール・ブレスゲン
- イングリット・ヘブラー
- ルイーゼ・アドルファ・ル・ボー
- バーバラ・ボニー
- ジャニーヌ・ミショー
- ハンス・ライグラフ
- エーリヒ・ラインスドルフ
- ギオルギ・ラッザビゼ
- ハイディ・リチャウアー
- イゴール・レヴィット
- クルト・レーデル

## これまでの主な教育者
- ニコラウス・アーノンクール（指揮）
- ピエール・アモイヤル（ヴァイオリン）
- ブルーノ・ヴァイル（指揮）
- マキシム・ヴェンゲーロフ（ヴァイオリン）
- ラドヴァン・ヴラトコヴィチ（ホルン）
- イゴール・オジム（ヴァイオリン）
- パヴェル・ギリーロフ（ピアノ）
- ハンス・グラーフ（指揮）
- エドガー・クラップ（オルガン）
- ラインハルト・ゲーベル（古楽）
- カール=ハインツ・ケマーリンク（ピアノ）
- ダニエル・コルゼンパ（オルガン）
- アルフォンス・コンタルスキー（ピアノ）
- ハインリヒ・シフ（チェロ）
- デニス・ラッセル・デイヴィス（指揮）
- ヘルムート・ドイチュ（リート）
- ベルンハルト・パウムガルトナー（指揮）
- ハーゲン弦楽四重奏団
- ラインハルト・フェーベル（作曲）
- ヴェンツェル・フックス（クラリネット）
- イングリット・ヘブラー（ピアノ）
- ハルトムート・ヘル（リート）
- バーバラ・ボニー（声楽）
- ヴォルフガング・ホルツマイア（リート）
- イオン・マリン（指揮）
- トリスタン・ミュライユ（作曲）
- ハンス・ライグラフ（ピアノ）
- ペーテル・ラング（ピアノ）
- クリストフ・リースケ（ピアノ）
- カール・リヒター（オルガン）
- アレクセイ・リュビモフ（ピアノ）
- ジャック・ルヴィエ（ピアノ）
- 白井光子（リート）
- ヨハネス・マリア・シュタウト（作曲）
- 廣瀬量平（作曲）